# Matthew Marsh (pilote automobile)
Pour les articles homonymes, voir Matthew Marsh et Marsh.
Matthew Marsh, né le 24 septembre 1968 à Welwyn ( Angleterre), est un pilote automobile britannique, résidant à Hong Kong. Il a remporté la Porsche Carrera Cup Asia en 2004.

## Biographie
Il a aussi participé aux 24 Heures du Mans 2007 et 24 Heures du Mans 2009, ainsi qu'à diverses courses d'endurance et à deux épreuves du World Touring Car Championship en 2008, inscrivant un point à Macao.

## Palmarès
- Vainqueur de la Porsche Carrera Cup Asie en 2004
- Vainqueur des 1 000 kilomètres de Zhuhai 2010 dans la catégorie GTC

## Résultats aux 24 Heures du Mans
| Année | Voiture          | Équipe                    | Équipiers                              | Résultat |
| ----- | ---------------- | ------------------------- | -------------------------------------- | -------- |
| 2007  | Ferrari F430 GTC | GPC Sport                 | Carl Rosenblad / Jésus Diaz Villarroel | Abandon  |
| 2009  | Lola B07/46      | Kruse Schiller Motorsport | Hideki Noda / Jean de Pourtalès        | Abandon  |